# Billy Moore
William Moore (6 octobre 1894 - 26 septembre 1968) est un footballeur anglais qui a évolué au poste d'attaquant gauche.

## Carrière
Moore est né à Newcastle-upon-Tyne et a d'abord joué pour Sunderland, où il est associé sur le côté gauche à Henry Martin, avec lequel il a joué précédemment pour Seaton Delaval.
Moore joue ensuite pour West Ham United entre 1922 et 1929. Il est présent sur le côté lors de la promotion du club en première division en 1922-1923 et il joue également la célèbre finale de la Coupe d'Angleterre de football de 1923. Il reçoit la reconnaissance du sélectionneur anglais qui l'aligne lors d'un match contre la Suède le 24 mai 1923 lors duquel Moore marque par deux fois. Il est l'un grand artisan de la victoire 3-1 de l'Angleterre ce jour-là. Cette sélection s'ajoute aux sélections précédentes en équipe d'Angleterre amateur contre la Belgique, le Danemark et la Suède.  
Moore reste à West Ham ensuite contre entraîneur assistant après la fin de sa carrière de joueur en 1929. Il devient entraîneur du club en 1932 et le reste jusqu'à ce qu'il se retire en 1960.